# 維爾揚迪足球俱樂部
維爾揚迪足球俱樂部是愛沙尼亞維爾揚迪已解散的足球俱樂部，曾在2011年和2012年參加愛沙尼亞足球甲級聯賽的賽事。

## 历史
維爾揚迪足球俱樂部成立于2011年，当时维尔扬迪图列维克决定招收本地的业余球员来重组球队，并自动降两级而参加低级别的联赛。因此在甲级联赛中留下一个空位，于是大多数之前在图列维克踢球的球员组成了一个临时的維爾揚迪足球俱樂部。
在2012赛季之后该俱乐部放弃在甲级联赛参赛，当时图列维克升级至第二级别的联赛。